# Adetomeris erythrops
Adetomeris erythrops is een vlinder uit de onderfamilie Hemileucinae van de familie nachtpauwogen (Saturniidae).
De wetenschappelijke naam van de soort is, als Io erythrops, voor het eerst geldig gepubliceerd door Charles Émile Blanchard in 1852.